# Droga wojewódzka nr 498
Droga wojewódzka nr 498 (DW498) – droga wojewódzka w województwie kujawsko-pomorskim. W całości biegnie na terenie miasta Grudziądz, łącząc drogę krajową 16 z drogą krajową nr 55.

## Miejscowości leżące przy trasie DW498
- Grudziądz